# Parafia św. Józefa Rzemieślnika w Nakomiadach
Parafia świętego Józefa Rzemieślnika w Nakomiadach – parafia rzymskokatolicka znajdująca się w archidiecezji warmińskiej, w dekanacie Kętrzyn.